# Diocesi di Atella
La diocesi di Atella (in latino: Dioecesis Atellana) è una sede soppressa e sede titolare della Chiesa cattolica.

## Storia
Atella fu sede di un'antica diocesi della Campania, risalente secondo la tradizione al passaggio dell'apostolo san Paolo nel suo viaggio da Pozzuoli verso Roma. Un'epigrafe scoperta nel XVIII secolo con l'indicazione: Ego Paulo Presbyter beneficium feci, è stata interpretata da alcuni autori come prova della verità storica del passaggio dell'Apostolo ad Atella.
Le moderne ricerche agiografiche identificano in san Canio (o Canione) il primo vescovo atellano, che subì il martirio tra la fine del III secolo e l'inizio del IV, all'epoca dell'imperatore Diocleziano.
La Leggenda greca della vita di san Gennaro, di san Sosio e degli altri martiri campani caduti a Pozzuoli durante la persecuzione di Diocleziano accenna che, dopo la pace della Chiesa del 313, i vescovi della regione di Napoli, compreso un episcopus Atellae, trasportarono solennemente le reliquie di San Gennaro a Napoli.
Il successivo vescovo noto, Elpidio, fece costruire una chiesa sopra il sepolcro di san Canio; nel IX secolo la cattedrale di Atella era dedicata a sant'Elpidio. Gli antichi cataloghi episcopali accennano poi ad un vescovo Giuliano, che secondo Lanzoni è tuttavia vescovo di Eclano.
Alcuni autori attribuiscono alla sede atellana i vescovi Tamaro e Adiutore, di epoca incerta, mentre sono certamente attribuibili ad Atella i vescovi Primo e Felice, presenti in due sinodi romani del 465 e del 501. In seguito, in due lettere di Gregorio Magno viene menzionato un Importunus Atellanae civitatis episcopus; nella seconda (599), il papa, dopo aver ricordato la morte di Importuno, sottolinea la necessità di nominare un nuovo vescovo (eligere debeant sacerdotem ... pastoris proprii). Eusebio, menzionato nel 649, è l'ultimo vescovo noto di Atella.
Nel 799 il vescovo Leone di Acerenza trasferì nella sua città le reliquie di san Canio, mentre quelle di sant'Elpidio presero la strada di Salerno. Questo emigrare verso sud delle più importanti reliquie atellane è spiegato da alcuni autori come un tentativo di salvarle dalle guerre che imperversavano nella regione nell'VIII secolo tra bizantini e longobardi. Nel IX e X secolo esistono evidenze documentarie che testimoniano la vitalità della curia atellana, tra cui contratti agrari e notarili, mentre è attestata l'esistenza nella città episcopale di una Congregatio sacerdotum ecclesiae sancti Elpidii.
Ultimo accenno alla Chiesa atellana in concomitanza con il trasferimento della sede ad Aversa nel 1053 lo si trova nella collezione conciliare del Mansi in riferimento ad uno degli antipapi che si opposero a papa Pasquale II; tra questi c'era un Albertus atellanus.
Dal 1968 Atella è annoverata tra le sedi vescovili titolari della Chiesa cattolica; dal 19 giugno 1999 l'arcivescovo, titolo personale, titolare è Luigi Bonazzi, già nunzio apostolico in Albania.

## Cronotassi dei vescovi
- San Canio (o Canione) † (tra III e IV secolo)
- Anonimo † (dopo il 313)
- Sant'Elpidio † (tra IV e V secolo)
- San Tammaro †
- Adiutore †
- Primo † (menzionato nel 465)
- Felice † (menzionato nel 501)
- Importuno † (prima del 592 - 599 deceduto)
- Eusebio † (menzionato nel 649)

## Cronotassi dei vescovi titolari
- Giuseppe Ruotolo † (9 novembre 1968 - 11 giugno 1970 deceduto)
- Vittorio Piola † (18 luglio 1970 - 15 febbraio 1972 nominato vescovo di Biella)
- Decio Lucio Grandoni † (22 luglio 1972 - 12 dicembre 1974 nominato vescovo di Orvieto e di Todi)
- Clemente Riva, I.C. † (24 maggio 1975 - 30 marzo 1999 deceduto)
- Luigi Bonazzi, dal 19 giugno 1999